# Cryptophagus dentatus
Cryptophagus dentatus es una especie de escarabajo del género Cryptophagus, familia Cryptophagidae. Fue descrita científicamente por Herbst en 1793.
Habita en Europa, norte de Asia (excepto China) y Norteamérica. Mide 1.9-2.9 mm. Esta especie suele ser encontrada en productos almacenados, también en hongos y debajo de la corteza.